# Bargły (gmina)

Gmina na tle zmieniającego się podziału administracyjnego powiatu częstochowskiego

Bargły – dawna gmina wiejska istniejąca w XIX wieku w guberni piotrkowskiej. Siedzibą władz gminy były Bargły.
Gmina Bargły powstała za Królestwa Polskiego w 1868 roku z części zniesionej gminy Poczesna (z drugiej części powstała gmina Kamienica Polska). Jednostka należała do powiatu częstochowskiego w guberni piotrkowskiej.
W wykazie gmin z 1877 i 1880 roku gmina Bargły już nie występuje, a jej obszar wchodzi w skład gminy Kamienica Polska. W 1923 z gminy Kamienica Polska (wtedy już o obszarze gminy Poczesna sprzed 1868) wyodrębniono nową gminę Poczesna o podobnym zasięgu terytorialnym co gmina Bargły po 1868 roku.